# Viscount Tunbridge
Viscount Tunbridge of Tunbridge in the County of Kent, ist ein erblicher britischer Adelstitel, der zweimal in der Peerage of England geschaffen wurde.

## Verleihungen und weitere Titel
In erster Verleihung wurde der Titel am 3. April 1624 für Richard Burke, 4. Earl of Clanricarde geschaffen, zusammen mit dem nachgeordneten Titel Baron of Somerhill, beide in der Peerage of England. Er hatte bereits 1601 den Titel 1543 in der Peerage of Ireland geschaffenen Titel Earl of Clanricarde nebst nachgeordneten Titeln geerbt. Außerdem wurde ihm am 23. August 1628 in der Peerage of England der Titel Earl of St. Albans nebst nachgeordneten Titeln verliehen. Sein Sohn Ulick Burke, 5. Earl of Clanricarde wurde zudem am 21. Februar 1646 in der Peerage of Ireland zum Marquess of Clanricarde erhoben. Das Marquessate und alle genannten englischen Titel, einschließlich der Viscountcy Tunbridge erloschen bei seinem Tod 1657.
In zweiter Verleihung wurde der Titel am 10. Mai 1695 für den aus den Niederlanden stammenden General Willem Hendrik van Nassau-Zuylestein geschaffen, zusammen mit den Titeln Earl of Rochford, of Rochford in the County of Essex, und Baron Enfield, of Enfield in the County of Middlesex, alle in der Peerage of England. Er war 1688 mit Wilhelm III. von Oranien nach England gekommen und 1689 als Engländer naturalisiert worden. Die Titel erloschen beim Tod seines Urenkels, des 5. Earls, am 3. September 1830.

## Liste der Viscounts Tunbridge

### Viscounts Tunbridge, erste Verleihung (1624)
- Richard Burke, 4. Earl of Clanricarde, 1. Viscount Tunbridge († 1635)
- Ulick Burke, 1. Marquess of Clanricarde, 2. Viscount Tunbridge († 1657)

### Viscounts Tunbridge, zweite Verleihung (1695)
- William Nassau-de-Zuylestein, 1. Earl of Rochford, 1. Viscount Tunbridge (1649–1709)
- William Nassau-de-Zuylestein, 2. Earl of Rochford, 2. Viscount Tunbridge (1682–1710)
- Frederick Nassau-de-Zuylestein, 3. Earl of Rochford, 3. Viscount Tunbridge (1683–1738)
- William Nassau-de-Zuylestein, 4. Earl of Rochford, 4. Viscount Tunbridge (1717–1781)
- William Nassau-de-Zuylestein, 5. Earl of Rochford, 5. Viscount Tunbridge (1754–1830)